# 10⁷〜ジュール〜
『107〜ジュール〜』は松田樹利亜の10枚目のアルバム。

## 概要
再度のメジャーを果たしたオリジナル・アルバムだが、ここからはコピーコントロールCD方式にされている。

## 批評
CDジャーナルは「フィメール・ロックを貫いている彼女なだけに、クセの強さ(特に、発音は彼女特有のもの)はそのままに、かなり研ぎ澄まされている」と評した。

## 収録曲
1. ジュール
2. Can I Have a Place
3. GREAT!?
4. Big City Nihgt
5. 12月の空
6. 僕のカケラ
7. 孤独と安堵と…
8. FIGHT
9. 記憶
10. I SEE FOREVER

作詞：松田樹利亜　作曲・編曲：鈴木慎一郎

## レコーディング参加
- 鈴木慎一郎 - ギター、ベース、コーラス
- 小柳昌法（GaGaalinG） - ドラム
- 原田喧太 - ギター

## 批評
1. ↑  松田樹利亜 / 107～ジュール [CCCD] CDJournal